# 3 d'agost
El 3 d'agost és el dos-cents quinzè dia de l'any del calendari gregorià i el dos-cents setzè en els anys de traspàs. Queden 150 dies per finalitzar l'any.

## Esdeveniments
Països Catalans
- 1667 - Roses (Girona) Acaba el setge d'aquesta vila pels francesos en arribar reforços a Ramon de Vilanova, que la defensà heroicament.[1]
- 1907 -
  - Barcelona: Es constitueix "Solidaridad Obrera".
  - Barcelona: La Diputació de Barcelona matricula el primer automòbil de Catalunya amb la matrícula B-1. Es tracta d'un cotxe de la Hispano-Suiza.[2]
- 1921 - Barcelonaː S'inaugura oficialment l'Escola del Mar, amb servei de banys i de colònies, tot i que les tasques escolars no començarien fins a l'any següent.[3]
- 1973 - Es fabrica a la SEAT de la Zona Franca l'últim 600.[4]
- 2009 - Girona: Es produeix la primera víctima mortal de Grip A a Catalunya.
- 2010 - El Parlament de Catalunya aprova la Llei de règim jurídic i de procediment de les administracions públiques de Catalunya.

Resta del món
- 1057 - Esteve IX tornés papa.
- 1492 - Sortida de les caravel·les descobridors d'Amèrica, des del port de Palos de la Frontera, Huelva, Espanya.
- 1546 - París: Étienne Dolet, impressor de Lió, és cremat per heretgia, acusat d'haver imprès i venut obres d'Erasme.
- 1829 - París - Estrena de l'òpera Guillem Tell, de Gioacchino Rossini.
- 1914 - Alemanya declara la guerra a França (Primera Guerra Mundial).
- 1921 - Barcelona: S'inaugura oficialment l'Escola del Mar, a la platja de la Barceloneta.[5]
- 1940 - L'URSS s'annexiona formalment les repúbliques bàltiques d'Estònia i Lituania (dos dies després, ho farà amb la de Letònia).
- 1979 - Cop d'estat, dirigit per Teodoro Obiang, a Guinea Equatorial contra el president Macías[6] (oncle d'Obiang, que va ser executat).[7]
- 1983 - La Unió Soviètica dona suport a Líbia en el conflicte del Txad mentre que Estats Units i Egipte envien ajuda militar al govern txadià.[8]
- 2014 - Terratrèmol de magnitud 6.5 segons la escala de Richter en la província de Yunnan, República Popular de la Xina deixa més de 360 morts[9] i destrueix més de 12.000 cases.[10]

## Naixements
Països Catalans
- 1843 - Calonge: Isabel Vilà i Pujol, mestra, considerada la primera sindicalista catalana.[11]
- 1870 - València: Josep Mongrell i Torrent, pintor valencià (m. 1937).
- 1891 - Tortellà, Província de Girona: Francesc Juanola i Reixach, fiscorn i prolífic compositor de sardanes (m. 1968).
- 1897 - Barcelona: Mercè Capsir i Vidal, soprano catalana (m. 1969).[12]
- 1902 - Berlín (Alemanya); Regina Jonas, primera dona ordenada com a rabí jueu (m. 1944).
- 1905 - Barcelona: Xavier Benguerel i Llobet, escriptor català (m. 1990).[13]
- 1912 - Barcelona: Ruth von Wild, mestra i activista suïsa (m. 1983).[14]
- 1916 - Barcelona: Adela Carreras Taurà –Adelita del Campo–, locutora radiofònica a Radio Paris Internacional i activista antifranquista catalana.[15]
- 1918 - Barcelona: Maria Aurèlia Capmany i Farnés, escriptora i activista cultural.[16]
- 1924 - Cervera, Segarra: Maria Josepa Colom i Sambola, pintora i gravadora catalana (m. 2017).[17]
- 1937 - Sant Sadurní d'Anoia: Maria Àngels Ollé, pedagoga, escriptora i professora universitària catalana (m. 2019).[18]
- 1944 - Aielo de Malferit, la Vall d'Albaida: Nino Bravo, (Lluís Manuel Ferri Llopis) cantant melòdic valencià (m. 1973).[19]
- 1960 - Casserres (Berguedà): Hermínia Mas, escriptora catalana.[20]
- 1962 - Barcelona: Mònica Huguet, periodista, presentadora i realitzadora de televisió a TV3.[21]
- 1965 - València: Alfred Mondria i Virgili, crític literari i filòleg valencià.
- 1971 - Figueres, Alt Empordà: Àngels Bassas, actriu i escriptora catalana.[22]

Resta del món
- 1790 - Haslington, Regne Unit: John Cockerill, empresari que va desenvolupar la siderúrgia a Seraing.
- 1823 - Madrid (Espanya): Francisco Barbieri, compositor i musicòleg espanyol (m. 1894).[23]
- 1832 - (illa de Saint Thomas, Illes Verges Americanes: Edward Wilmot Blyden, escriptor, diplomàtic i polític afroamericà de Libèria i Sierra Leone crioll (m. 1912).[24]
- 1856 - Melbourne (Austràlia): Alfred Deakin, polític australià, primer ministre d'Austràlia en tres ocasions (m. 1919).[25]
- 1867 - Bewdley (Anglaterra): Stanley Baldwin, polític Conservador britànic, en tres ocasions Primer Ministre del Regne Unit (m. 1947).[26]
- 1872 - 
  - Palau de Charlottenlund (Dinamarca): Haakon VII de Noruega, Primer rei de Noruega després de la dissolució de la Unió Reial que l'unia a través de la monarquia amb Suècia.(m. 1957).[25]
  - Hampshire, Anglaterra: Mabel Purefoy Fitzgerald, fisiòloga britànica que estudià la fisiologia de la respiració (m. 1973).[27]
- 1876 - Leipzig: Elisabeth Andrae, pintora alemanya.[28]
- 1890 - Pamplona: Matilde Huici Navaz, mestra, advocada i pedagoga espanyola, exiliada a Xile (m. 1965).[29]
- 1903 - Monastir (Tunísia) Habib ibn Alí Burguiba, polític tunisià. Primer President de la Republica Tunisiana (m. 2000).[30]
- 1901 - Zuzela (Polònia): Stefan Wyszyński, prelat polonès de l'Església catòlica romana (m. 1981).[25]
- 1904 - Victoria de Durango, Mèxic: Dolores del Río, actriu de cinema mexicana (m. 1983).[31]
- 1908 - Bento Gonçalves (Brasil): Ernesto Geisel, militar i polític brasiler, el quart president del règim militar instaurat pel cop militar de 1964 (m. 1996).[25]
- 1920 - Oxford: P. D. James, escriptora anglesa de novel·la detectivesc a París (m. 2014).[32]
- 1923 - Brooklyn: Anne Klein, dissenyadora de moda estatunidenca (m. 1974).[33]
- 1928 - París: Cécile Aubry, escriptora, guionista, directora i actriu francesa (m. 2010).[34]
- 1942 - Xi'an, Shaanxi (Xina): Chen Zhongshi, escriptor xinès, Premi Mao Dun de Literatura de 1997 (m. 2016).[35]
- 1947 - Dublín, Irlanda: Sally Oldfield, compositora i cantant irlandesa.
- 1955 - Botoșani: Renate Weber, advocada, jutgessa i activista romanesa pels drets humans; elegida eurodiputada el 2007.[36]
- 1957 - Spokane (Washington): Debra Magpie Earling, novel·lista, autora de narracions curtes ameríndia dels Estats Units.[37]
- 1958 - Augsburg, Alemanya: Luis Andrés Bredlow Wenda, filòsof, poeta, traductor i professor a la Facultat de Filosofia de la Universitat de Barcelona.
- 1959 - Toyama, Honshu, Japó: Koichi Tanaka, químic japonès, Premi Nobel de Química de l'any 2002.[38]
- 1960 - Sofia: Anna-Maria Ravnopolska-Dean, arpista búlgara i compositora.[39]
- 1961 - Gijón, Astúries: Eva Lesmes, directora de cinema, guionista de cinema i televisió, realitzadora de televisió espanyola.[40]
- 1963 - Downey, Califòrnia: James Hetfield, vocalista, guitarrista i membre fundador de la formació de thrash metal Metallica.
- 1964 - Newcastle upon Tyne, Regne Unit: Abhisit Vejjajiva, polític tailandès, líder del Partit Demòcrata (Phak Prachathipat) i primer ministre del país des de 2008
- 1973 - Madrid: Pilar Llop Cuenca, jutgessa i política espanyola.[41]
- 1977 - San Mateo, Califòrnia, EUA: Tom Brady, jugador de Lliga Nacional de Futbol Americà.
- 1981 - Dallas, Texas: Travis Willingham, actor de doblatge estatunidenc.

## Necrològiques
Països Catalans
- 1732 - Bellpuig de les Avellanes: Josep Martí, frare premonstratès abat de Bellpuig de les Avellanes i historiador.
- 1905 - Sarrià: Francesc Mora Borrell, arquebisbe de Monterey - Los Angeles (n. 1827).
- 1916 - Lleida: Maria Carme Surroca de Pastors, religiosa de la congregació de les Germanes de la Sagrada Família d'Urgell.
- 1936 - Barcelona: Josep Guardiet i Pujol, sacerdot català assassinat el 1936.
- 1974 - L'Hospitalet de Llobregat (el Baix Llobregat): Joaquim Amat i Piniella, escriptor (n. 1913).[42]
- 1976 - Sabadell: Llorenç Llobet-Gràcia, director de cinema català.
- 1989 - Barcelona: Lluís Parcerisa i Serra, publicista i promotor musical català.
- 2007 - Barcelona: Maria Antònia Simó i Andreu, alpinista catalana, una de les primeres escaladores del país (n. 1915).[43]
- 2014 - Terrassa: Magdalena Heras i Fortuny, cardiòloga catalana (n. 1953).[44]
- 2017 - Osca: Josep Beulas i Recasens, pintor català vinculat a la ciutat d'Osca, on es va instal·lar el 1944 i on va iniciar la seva carrera artística.
- 2023 - es Mercadal, Menorcaː Àgueda Vadell Pons, restauradora menorquina.[45]

Resta del món
- 1667 - Roma (Estats Pontificis): Francesco Borromini, arquitecte barroc (n. 1599).[46]
- 1839 - Leipzig: Dorothea Veit, intel·lectual alemanya del romanticisme, escriptora, editora i traductora (n. 1764).[47]
- 1849 - París: Constance Marie Charpentier, pintora francesa que s'especialitzà en escenes de gènere i retrats (n. 1767).[48]
- 1913 - Chicago: Josephine Cochrane, inventora estatunidenca, del rentaplats (n. 1839).[49]
- 1924 - Bishopsbourne, Anglaterra: Joseph Conrad, escriptor de pares polonesos nacionalitzat britànic (n. 1857).[50]
- 1942 - Locarno, Suïssa: Richard Willstätter, químic alemany, Premi Nobel de Química de l'any 1915 (n. 1872).[51]
- 1948 - Nova York: Rózsa Schwimmer, activista per la pau i feminista hongaresa (n. 1877).[52]
- 1949 - Budapest, Hongria: Hugó Ignotus, poeta, assagista i crític literari hongarès (n. 1869).[53]
- 1954 - París: Colette, escriptora francesa d'una producció literària espectacular (n. 1873).[54]
- 1964 - Milledgeville: Flannery O'Connor, escriptora i assagista nord-americana.(n. 1925).[55]
- 1968 - Moscou (Rússia): Konstantín Rokosovski (rus: Константин Константинович Рокоссовский),comandant militar soviètic durant la Segona Guerra Mundial (n. 1896).[25]
- 1979 - Estocolm, Suècia: Bertil Ohlin, economista suec.
- 1986 - Nairobi, Kenya, Beryl Markham, aviadora britànica, primera dona a creuar sola l'oceà Atlàntic d'est a oest (n. 1902).[56]
- 1989 - Denver: Antonia Louisa Brico, pianista i directora d'orquestra neerlandesa que va revolucionar el món de la música (n. 1902).[57]
- 1995 - Los Angeles, Califòrnia: Ida Lupino, actriu i directora de cinema anglesa (n. 1918).[58]
- 1997 - Lagos: Fela Kuti, músic nigerià i pare de l'afrobeat.[59]
- 1999 - Damasc, Síria: Abd al-Wahhab al-Bayati, poeta iraquià.
- 2001 - Antíbol, Françaː Jeanne Loriod, música francesa, virtuosa de l'instrument electrònic de les ones Martenot (n. 1928).[60]
- 2004, Montjustin (França): Henri Cartier-Bresson, fotògraf francès (n. 1908).
- 2005 - París: Françoise d'Eaubonne, escriptora i feminista francesa que encunyà el terme ecofeminisme (n. 1920).[61]
- 2006 - Schruns, Vorarlberg, Àustria: Elisabeth Schwarzkopf, soprano alemanya, posteriorment nacionalitzada britànica (n. 1915).[62]
- 2008 - Moscou, Rússia: Aleksandr Soljenitsin, escriptor rus.
- 2017 - 
  - Eivissa: Ángel Nieto, pilot de motociclisme de velocitat 13 cops Campió del Món (n. 1947).
  - Bristol, Regne Unit: Robert Hardy, actor anglès amb una carrera de sis dècades i que va incloure una gran varietat de papers en el cinema, teatre i televisió.
  - Bronx, Nova York, Estats Units: Alan Peckolick, dissenyador gràfic i fotògraf nord-americà.
- 2019 - Brăila, Romania: Catalina Buzoianu, directora i pedagoga teatral romanesa (n. 1938).[63]
- 2023 - Nova York: Mark Margolis, actor estatunidenc (n. 1939).

## Festes
Santoral
Església Catòlica
- Sants i beats al Martirologi romà (2011): Gamaliel el Vell, Abibas, el seu fill, i Sant Nicodem; Asprè de Nàpols, bisbe (s. II-III); Eufroni d'Autun, bisbe (ca. 475); Martí de Monte Cassino, monjo (580); Pere d'Anagni, bisbe (1105).
  - Beats: August Kazotic, bisbe d'Agram (1323); Alfonso López López, Miguel Remón Salvador, frares i màrtirs (1936); Francisco Bandrés Sánchez, màrtir (1936); Salvador Ferrandis Seguí, sacerdot i màrtir (1936).
- Sants no inclosos al Martirologi: Hermil de Constantinoble; Manc de Lanreath; Marana i Kira de Beröa, eremites (s. V); Licínia, Leòncia, Ampèlia i Flàvia de Vercelli, verges; Trea d'Ardtree, reclosa (s. V); Senac de Clonard, eremita (s. VI); Gregori de Nonantula, abat (933); Walthen de Melrose, abat (1160).
- Beats no inclosos al Martirologi: Adalberó de Disentis, abat (920-940); Bennó d'Einsiedeln, abat (940); Burcard de Rot an der Rot, prior (1140).
- Serventa de Déu Maria Carme Surroca de Pastors, religiosa de les Germanes de la Sagrada Família d'Urgell.
- Venerats a l'Orde de la Mercè: beats Fulgencio de Quesada, Luis de Ortofin.

Església Copta
- 27 Abib: Abamó de Tarnout, màrtir; Ezequiel, profeta.

Església Ortodoxa (segons el calendari julià)
- Se celebren els corresponents al 16 d'agost del calendari gregorià.

Església Ortodoxa (segons el calendari gregorià)
Corresponen als sants del 21 de juliol del calendari julià.
- Sants: Ezequiel, profeta i màrtir; Zòtic de Comana, màrtir (204); Tres Màrtirs de Melitene; Víctor de Marsella, màrtir; Bargabdesià d'Arbela, diaca màrtir (354); Pau i Joan d'Edessa, ascetes (s. V); Simeó i Joan d'Emesa, eremites (590); Anna, mare de Sant Sava; Onèssim de les Coves de Kíev, eremita (s. XII-XIII); Anna de Kaixin (1337); Onofre de les Caves de Kíev, eremita (s. XII-XIII); Parteni d'Arta, bisbe (1777); Piotr, sacerdot màrtir (1938); Simon Banjac, Milan Stojisavljevic, i Milan, preveres màrtirs a Glamoc (1941-1945).

Església Ortodoxa Grega
- Sants: Acaci de Bizanci, soldat i màrtir (304); Just, Maties, Eugeni, Teodor, Jordi i companys màrtirs de Roma (305); Eleuteri dels Turons Secs; Parteni de Radovizlios, bisbe.

Església Ortodoxa de Geòrgia
- Elies II de Geòrgia, catolicós-patriarca.
- Salomé de Geòrgia.

Esglésies luteranes
- Joana, Maria de Clopas i Maria Salomé, seguidores de Jesús; Josua Stegmann, rector i poeta (Església Evangèlica d'Alemanya).